# Menden (Sankt Augustin)
Menden is een stadsdistrict van Sankt Augustin in het Rhein-Sieg-Kreis in Noordrijn-Westfalen. Tot 1969 behoorde het als gemeente Menden (Rheinland) tot Amt Menden. De districtsburgemeester is Karl-Heinz Baumanns.

## Ontwikkeling

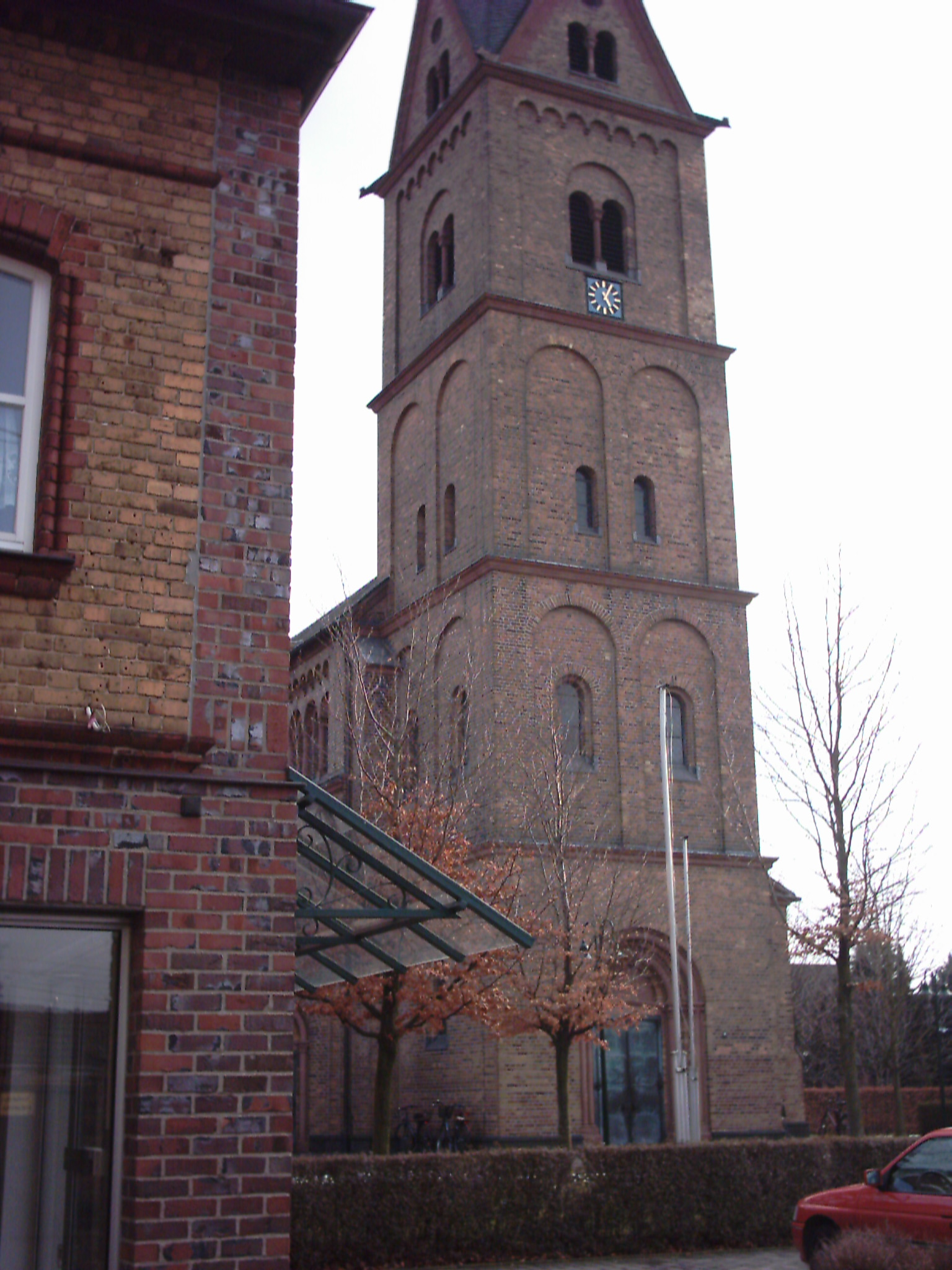
Katholieke kerk (oude stad)

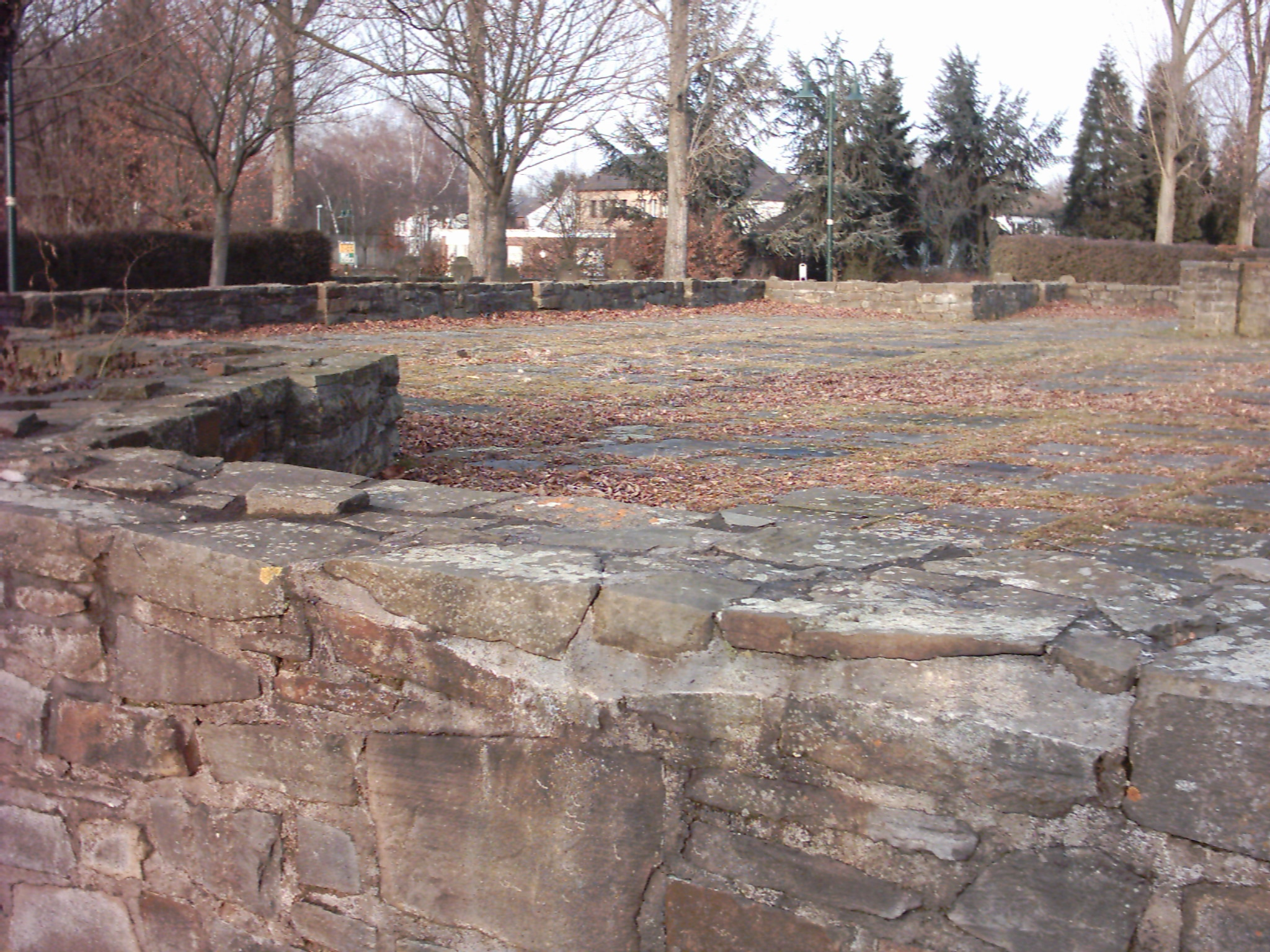
De achteraf dichtgemetselde funderingsmuren van de afgebroken oude kerk

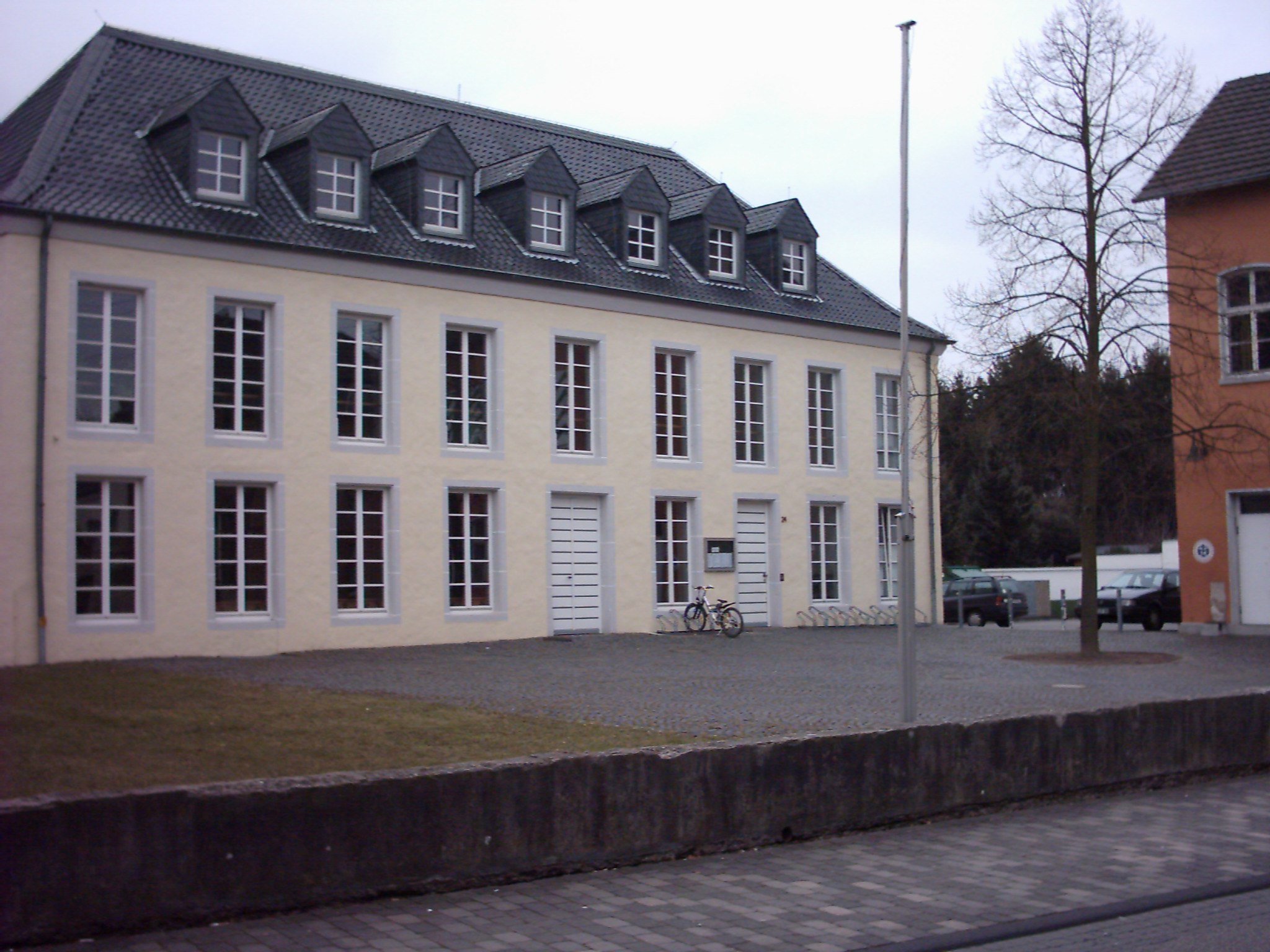
Kasteel Niedermenden (opnieuw opgebouwd op het eind van de 19de eeuw)

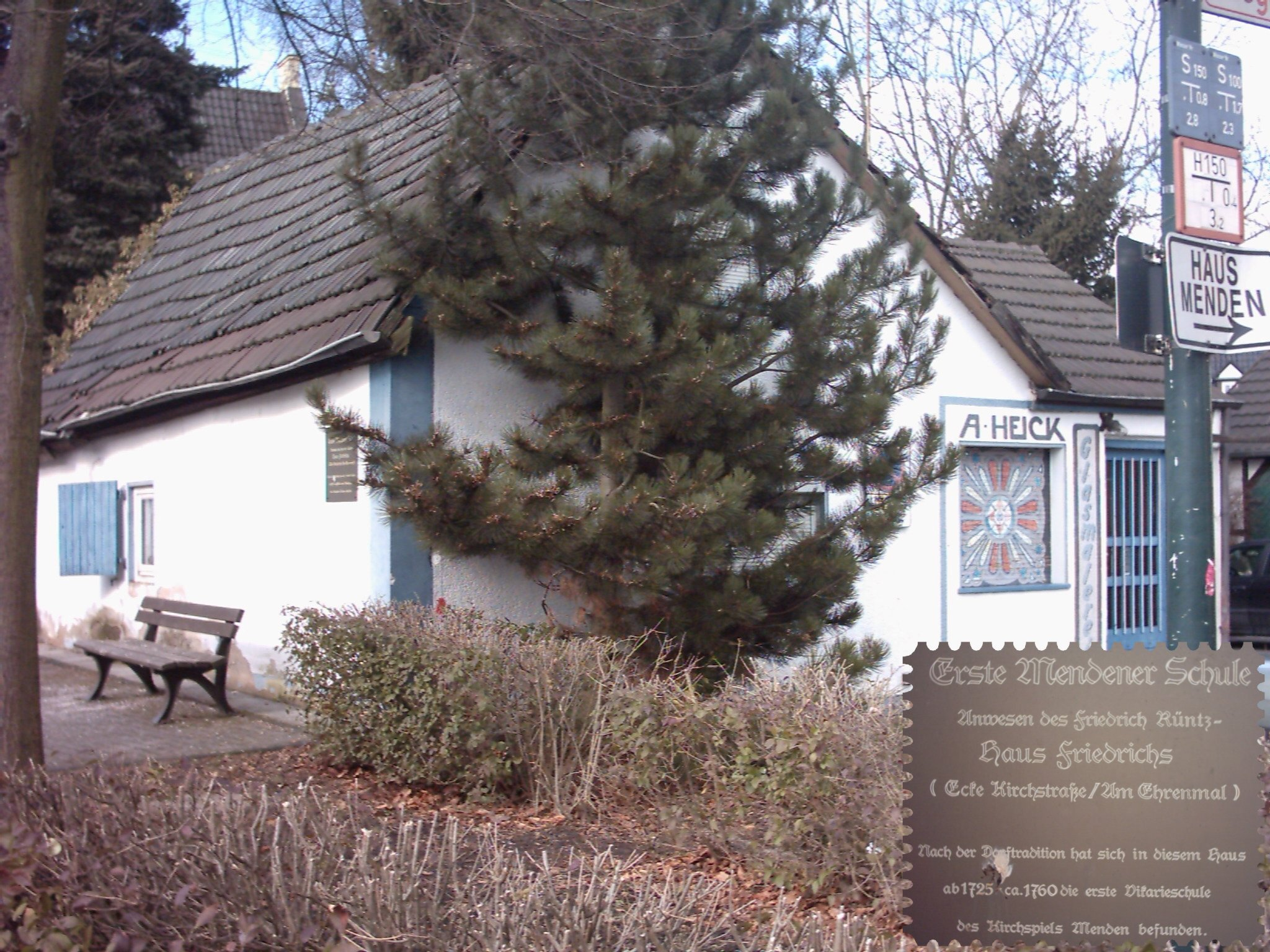
Eerste school in Menden (oude stad, uit 1725)

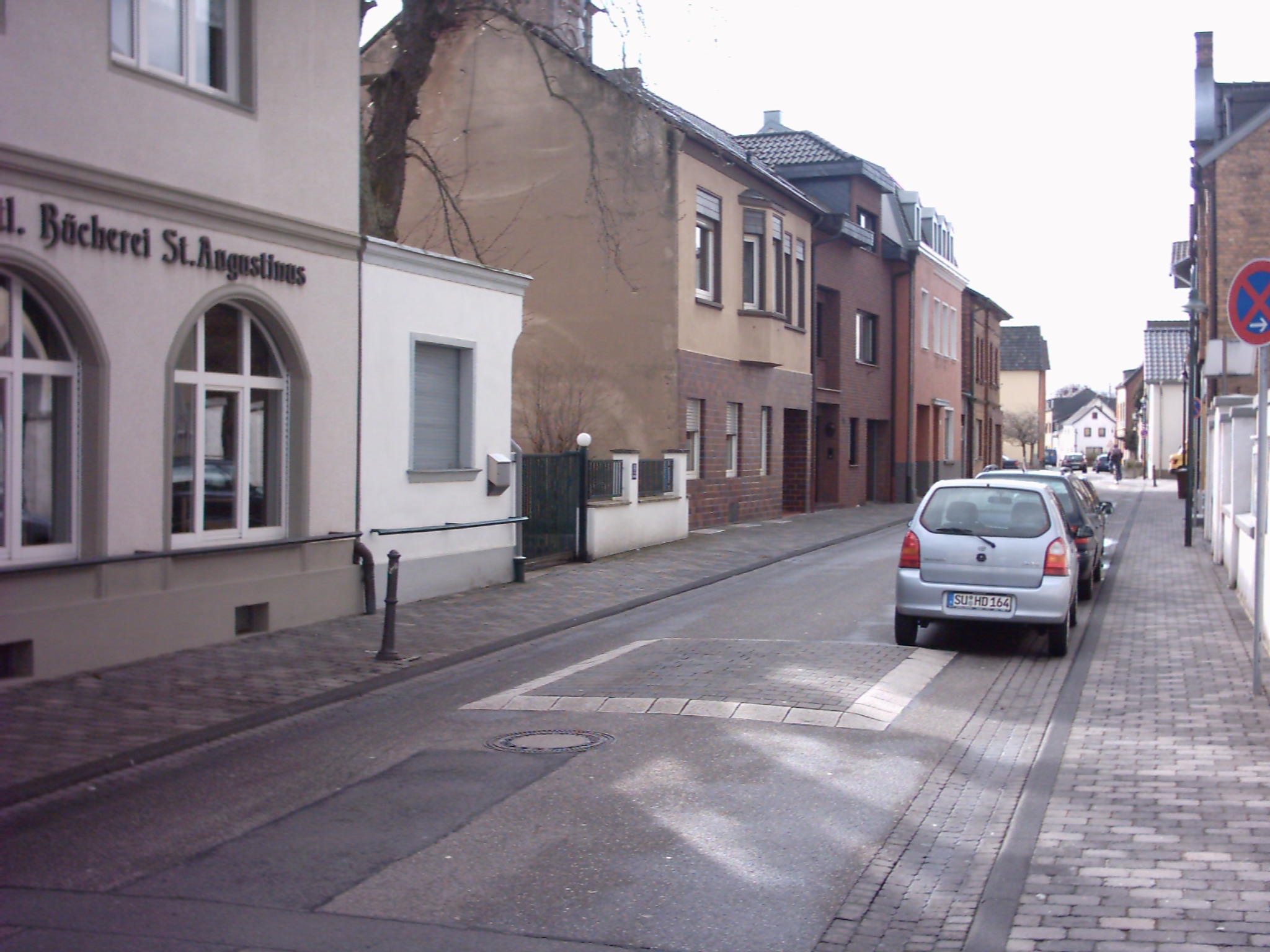
Oude stad

### Geschiedenis
Er wordt verondersteld dat er in Menden tijdens de Frankische bezettingen een nederzetting aanwezig was. Men zou de regio bezet hebben vanaf de Rijn, en niet vanaf de onbewoonde en verlaten bergregio in het oosten of zuiden.
In de baai van Siegburg en aan de rand van de bergregio waren er een aantal kastelen, waaronder ook het kasteel van Menden, vanwaar de rivier Sieg gecontroleerd kon worden.
Pas in de elfde eeuw zijn er bronnen over de geschiedenis van Menden: het land en de mensen in de baai van Siegburg waren eigendom van de kerk en van de adel. Zij stonden onder het huis van de "Rheinischer Pfalzgrafen". Het is zeker dat de huidige Michaelsberg en het aangrenzende gebied ook hiertoe behoorde. De oude kerk van Menden was ook in handen van de graaf. Ze werd in het midden van de twaalfde eeuw gebouwd, een kerkzaal met slechts één gangpad en met een koortoren van vier verdiepingen waar het koor zich bevond. Na meermaals uit te breiden en bij te bouwen werd de kerk in 1896 omwille van het verval afgebroken. De nieuwe katholieke kerk St. Augustinus werd tussen 1890 en 1892 gebouwd.
Men vermoedde echter dat de kerk reeds vroeger gebouwd zou kunnen zijn. Dit werd bevestigd door opgravingen in 1986/1987: door verkleuring in de aarde werd er een andere kerk gevonden, een houten kerk. Op basis van een chemisch onderzoek van de oudste grafvondst en van een skelet is bewezen dat Menden reeds in de achtste eeuw een houten kerk bezat, ten tijde van de kerstening in de regio. De fundamenten van de oude kerk zijn dichtgemetseld. Aan de hand van plattegronden kan man verschillende bouwperiodes onderscheiden. Oude grafkruisen, hoofdzakelijk uit de 18de eeuw, van de begraafplaats die naast de oude kerk lag, bevinden zich nog steeds in de buurt van het complex.
Menden bestond uit Neder- en Boven-Menden, waarschijnlijk twee nederzettingen in verschillende handen, die uitgroeiden tot twee dorpen. In 1935 gingen ze op in de gemeente Menden (Rheinland) .
De inwoners leefden net zoals alle andere plattelandsbewoners in de middeleeuwen in erbarmelijke toestand als onvrije arbeiders en ambachtslieden en werkten op de hoven van hun heer. Dit bleef zo tot in de 19de eeuw. Pas toen de industrialisatie in het gebied van Siegburg-Troisdorf werd doorgevoerd, veranderde het leven van het dorp fundamenteel.
Bij de gemeentelijke herindeling van de regio Bonn (wet van Bonn) werd de gemeente Menden (Rheinland) samen met alle gemeenten van Amt Menden, met uitzondering van Holzlar, op 1 augustus 1969 deel van de gemeente Sankt Augustin . Friedrich-Wilhelms-Hütte, dat voorheen tot de gemeente Menden behoorde, werd daarbij afgestaan aan Troisdorf .

### Tijdlijn
| 50000 v. Chr.      | De oudste vondsten (graven en scherven) dateren in Menden uit deze tijd. Deze vondsten waren van nomadische verwanten van de neanderthaler. |
| 600 v. Chr.        | Rond deze tijd werd Menden gesticht, toen als "Menedon", en is samen met Niederpleis de oudste nederzetting van Sankt Augustin. |
| 50 v. Chr.         | De Romeinen stichtten het kamp "Castra Bonnensia" waar nu Bonn ligt. Vervolgens heersten ze meer dan 400 jaar over Bonn en zijn regio. |
| 400                | De Romeinse legioenen trokken zich terug uit het gebied rond Bonn. Vervolgens vestigden zich Germaanse en Frankische stammen in het gebied van Siegburg. |
| 700                | Menden had rond deze tijd al een kleine houten kerk (volgens opgravingen uit 1986). |
| 1070               | De eerste schriftelijke vermelding van Menden door Anno II die de rechten en het bezit van "Menedon" overdroeg aan de abdij van Siegburg. |
| 1100               | Bouw van het kasteel Niedermenden (Neder-Menden). Hier verbleven de ridders van Menden. Het familiewapen in zilver en blauw is nog steeds zichtbaar in het stadswapen van Sankt Augustin. Ook in de 12de eeuw werd de oude kerk van Menden opgebouwd.                                         |
| 1388               | Heinrich von Menden verkocht zijn huis aan de Sieg in Menden aan Johann von Landsberg, samen met wat in de parochie van Menden lag (akkerland, water, graslanden en weiden), namelijk 7 hectare grond en een boerderij, alsook 14 houtschilderijen in de parochie van Lomar voor 2000 gulden. |
| 1400               | Vanaf dat moment behoorde het hele gebied van de rechteroever van de Rijn binnen het Rhein-Sieg-Kreis tot het Groothertogdom Berg . |
| 1725               | Opening van de eerste school in Menden. |
| 15 maart 1806      | Naar aanleiding van de Napoleontische oorlogen werd het hele Groothertogdom Berg afgestaan aan Frankrijk . |
| 1813               | De Fransen trokken zich terug uit het gebied en lieten het beheer over aan hun bondgenoten. Deze hebben een voorlopige regering geïnstalleerd. |
| 1815               | Naar aanleiding van het Congres van Wenen ging het huidige stadsgebied van Sankt Augustin naar Pruisen . Het gebied behoorde tot de Kreis Siegburg in de provincie "Jülich-Kleve-Berg". |
| 1820               | Het kasteel Niedermenden werd door de Fransen verwoest, maar het werd in dezelfde eeuw herbouwd. |
| 1854               | De start van de bouwwerkzaamheden aan de spoorlijn op de rechteroever van de Rijn. |
| 1871               | Het laatste deel van de Rechte Rheinstrecke van Bonn-Oberkassel naar Troisdorf via Menden en Friedrich-Wilhelms-Hütte werd geopend, maar zonder tussenstop in het huidige Menden. De inwoners van Menden moesten een smalle brug oversteken om naar Friedrich-Wilhelms-Hütte te gaan.         |
| 1890               | De katholieke Sint-Augustinuskerk, die er vandaag nog staat, wordt gebouwd. |
| 1896               | De oude kerk van Menden wordt na talloze uitbreidingen afgebroken vanwege ernstig verval. |
| 1926               | Bürgemeisterei Menden werd Amt Menden (met dezelfde gebieden) |
| 10 november 1929 0 | De nog steeds bestaande brug tussen Sankt Augustin-Menden en Troisdorf-Friedrich-Wilhelms-Hütte over de Sieg wordt ingehuldigd. |
| 15 juni 1935       | Samenvoeging van de gemeenten Niedermenden en Obermenden tot gemeente Menden (Rheinland). |
| 1934-1936          | De poging om alle gemeenten van Amt Menden samen te voegen mislukte door verzet van de Pruisische minister van Binnenlandse Zaken. |
| 1940               | Het familiebedrijf Kuhne werd opgericht in de jaren 40 en staat wereldwijd bekend om zijn machinebouw. De hoofdzetel is gevestigd in Menden. |
| 1958               | Ook de tweede poging om alle gemeenten van Amt Menden samen te voegen mislukte. |
| 1969               | Ontstaan van de gemeente Sankt Augustin |
| 1977               | De gemeente Sankt Augustin krijgt stadsrechten. |

### Bevolkingsontwikkeling van 1829 tot vandaag
De delen van Nieder- en Obermenden links van de Sieg komen overeen met het huidige gebied van Menden. De delen rechts van de Sieg (Friedrich-Wilhelms-Hütte) werden in 1969 overgedragen aan Troisdorf.
Ter vergelijking: in de rechterkolom staat de bevolking van het hele gebied van de huidige stad Sankt Augustin.
| Jaar | Obermenden | Niedermenden | Menden (O- & N-Menden) | Amt Menden (tot 1969) Sankt Augustin (vanaf 1969) |
| ---- | ---------- | ------------ | ---------------------- | ------------------------------------------------- |
| 1829 | 496        | 260          | 746                    | 2.767                                             |
| 1831 | 502        | 288          | 790                    | 2.799                                             |
| 1835 | 569        | 339          | 908                    | 3.126                                             |
| 1837 | 513        | 316          | 829                    | 3.053                                             |
| 1840 | 553        | 337          | 890                    | 3.248                                             |
| 1845 | 595        | 317          | 912                    | 3.440                                             |
| 1849 | 592        | 305          | 897                    | 3.512                                             |
| 1855 | 667        | 321          | 988                    | 3.740                                             |
| 1858 | 910        | 379          | 1.289                  | 4.140                                             |
| 1864 | 1.064      | 415          | 1.479                  | 4.538                                             |
| 1870 | 1.176      | 643          | 1.819                  | 5.309                                             |
| 1877 | 1.221      | 668          | 1.889                  | 5.341                                             |
| 1880 | 1.221      | 670          | 1.891                  | 5.635                                             |
| 1888 | 1.215      | 654          | 1.869                  | 5.963                                             |
| 1890 | 1.159      | 639          | 1.798                  | 6.018                                             |
| 1895 | 1.264      | 653          | 1.917                  | 7.071                                             |
| 1900 | 1.480      | 734          | 2.114                  | 8.119                                             |
| 1906 | 1.649      | 996          | 2.645                  | 9.799                                             |
| 1910 | 1.463      | 1.033        | 2.499                  | 8.932                                             |
| 1920 | 1.848      | 2.246        | 4.094                  | 11.524                                            |
| 1923 | 2.146      | 2.596        | 4.742                  | 11.782                                            |
| 1928 | 1.922      | 2.659        | 4.581                  | 11.674                                            |
| 1948 | 4.958      | 4.958        | 4.958                  | 14.469                                            |
| 1950 | 5.144      | 5.144        | 5.144                  | 15.142                                            |
| 1961 | 6.355      | 6.355        | 6.355                  |                                                   |
| 1969 | 8.144      | 8.144        | 8.144                  | 32.277                                            |
| 1975 | 9.317      | 9.317        | 9.317                  | 42.733                                            |
| 1985 | 10.426     | 10.426       | 10.426                 | 47.403                                            |
| 1990 | 10.426     | 10.426       | 10.426                 | 56.678                                            |
| 1992 | 10.405     | 10.405       | 10.405                 | 57.410                                            |
| 2001 | 10.598     | 10.598       | 10.598                 |                                                   |
| 2002 | 10.554     | 10.554       | 10.554                 | 57.258                                            |
| 2003 |            |              |                        | 57.500                                            |
| 2010 |            |              |                        | 57.100                                            |

## Verkeer

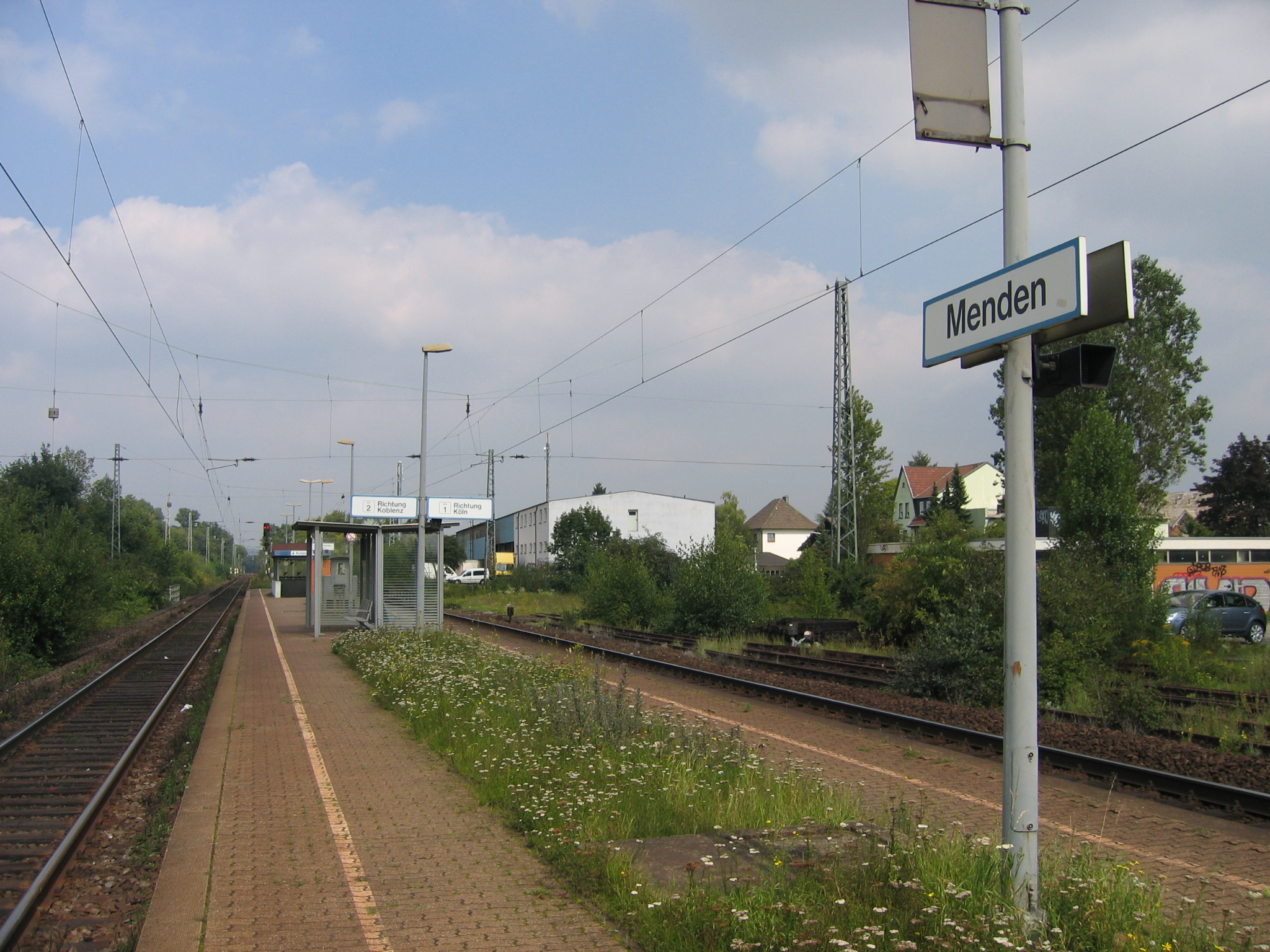
Treinstation van Menden (Rheinl)

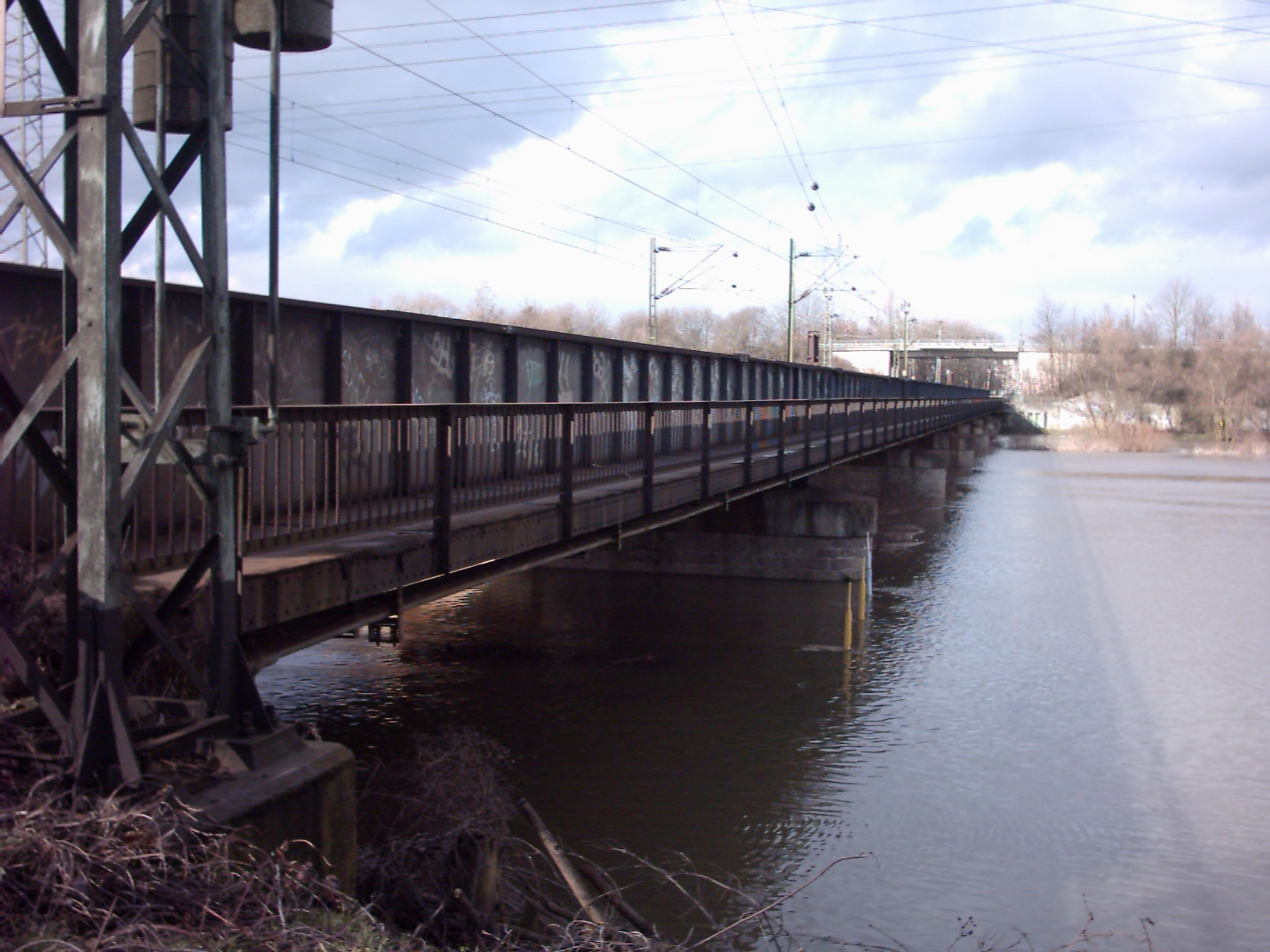
Spoorbrug over de Sieg

### Openbaar vervoer
Menden is verbonden met de rest van de districten van Sankt Augustin en de naburige steden Bonn, Siegburg, Hennef (Sieg), Troisdorf en Keulen door middel van 16 bushaltes, een treinstation van Deutsche Bahn, drie buslijnen en twee treinlijnen. Bovendien kan men zonder over te stappen de trein nemen naar o.a. Mönchengladbach, Königswinter, Linz am Rhein, Neuwied en Koblenz. De huidige spoorbrug vervangt sinds het einde van de Tweede Wereldoorlog de vorige brug van Sankt Augustin-Menden naar Troisdorf-Friedrich-Wilhelms-Hütte.

### Wegen

#### Hoofdwegen
Er zijn twee hoofdwegen door Menden. De Siegstrasse (L143) takt in het centrum van Sankt Augustin af vande B56 en leidt naar de oostrand door Menden naar Troisdorf. Bij een rotonde in het zuiden van Menden komt deze weg uit op de tweede hoofdstraat. De Meindorfer Strasse (L16) leidt van de Siegstrasse aan de zuidrand door Menden en gaat verder via Sankt Augustin-Meindorf naar Bonn.

#### Autosnelwegen
Ten westen van het district loopt de A59 en ten noorden loopt de A560. Die laatste heeft een afrit bij Menden die in de Einsteinstraße eindigt. Sinds eind 2005 heeft deze straat 4 rijstroken om het toenemende verkeer op dit verkeersknooppunt beter aan te kunnen. Op dit punt komen namelijk de A560, de B56 (die kort onderbroken is en daar verder gaat) en het winkelcentrum van Menden samen.

## Lopende bouwprojecten
In Menden worden momenteel twee grote bouwprojecten uitgevoerd. Enerzijds wordt de bestaande spoorlijn, die momenteel uit twee sporen bestaat, sinds 2017 uitgebreid tot drie sporen. Dit is nodig omdat de reeds overbelaste route binnenkort ook gebruikt zal worden door de S13-spoorlijn, die momenteel tot Troisdorf loopt. Er komt niet alleen een spoor bij, maar moet er ook een extra brug over de Sieg worden gebouwd naast de oude. Anderzijds wordt het bestaande perron gemoderniseerd en aangepast aan de S-Bahn. Door de extra stop van de S 13 wordt het nut van de stop van de lijnen RB 27 en RE 8, en dus een rechtstreekse verbinding naar Koblenz en Mönchengladbach, in twijfel getrokken.
Daarnaast moet de oude Melanbogenbrücke vervangen worden door een nieuwe (plan goedgekeurd in het derde kwartaal van 2018).

## Openbare instellingen

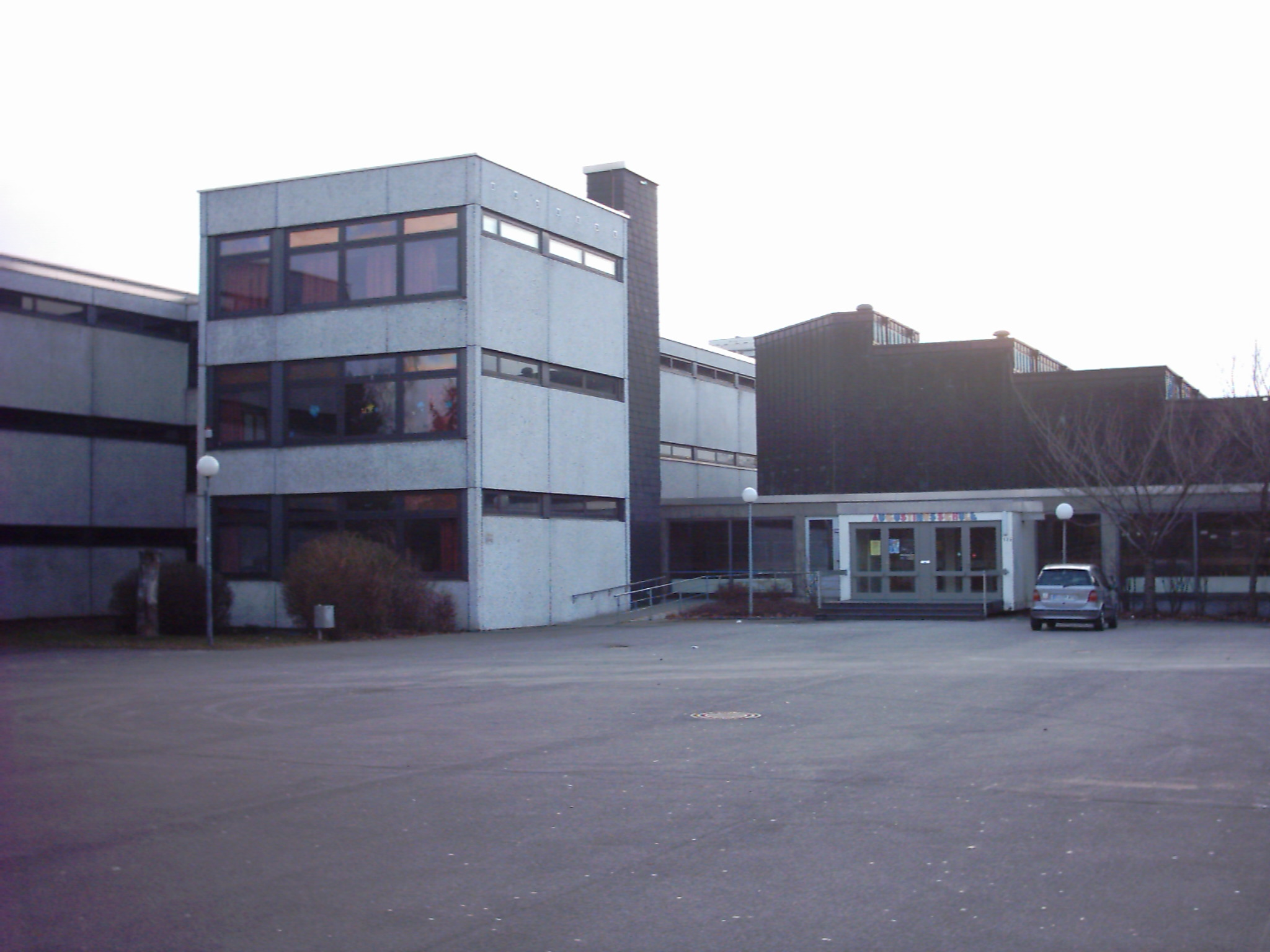
Basisschool in Menden

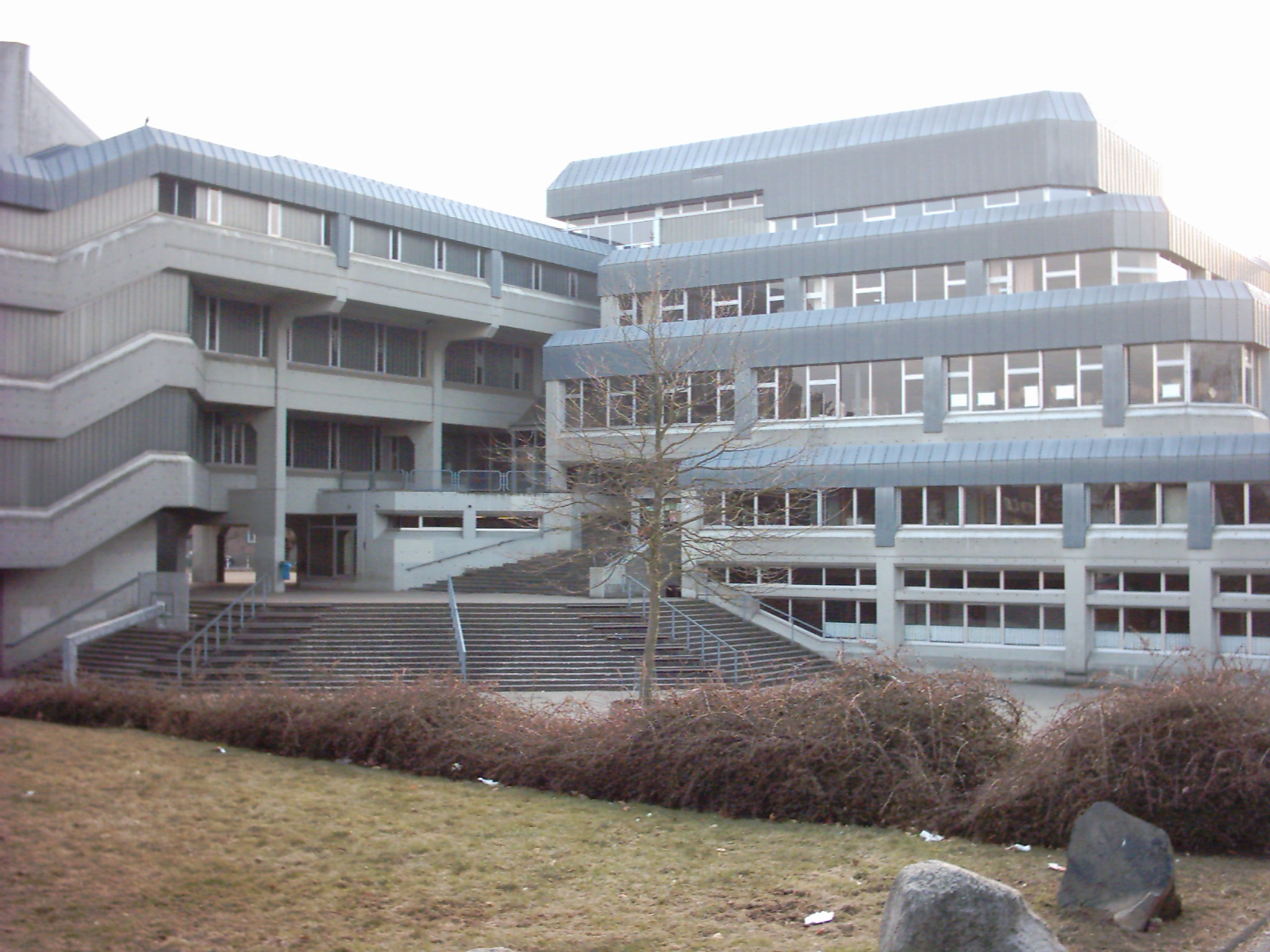
Basisschool in Menden

### Onderwijsinstellingen
- Max en Moritz Schule (gemeentelijke basisschool) Menden (gebouw aan de Siegstrasse en Mittelstrasse)
- Fritz Bauer Scholengemeenschap Menden (Siegstraße), voorheen Real- und Aufbauschule Menden und Augustinus Hauptschule Menden (lager en hoger secundair onderwijs)

### Religieuze instellingen
- Protestantse Emmauskerk
- Rooms-katholieke Sint-Augustinuskerk

### Sportclubs
- SV Menden 1912 e. V.
- TV Menden
- FC Kosova Sankt Augustin
- SV Turm Sankt Augustin e. V.
- Sankt Sebastianus Schützenbruderschaft 1642 e. V. (schietclub)

## Weblinks
- Menden op de website van de stad Sankt Augustin